# Zlata Tjotjieva
Zlata Jurjevna Tjotjieva (ryska: Злата Юрьевна Чочиева), född 1 mars 1985 i Moskva i Ryska SFSR i Sovjetunionen (nu Ryssland), är en rysk klassisk pianist. Hennes konsertrepertoar omfattas av verk av många stora kompositörer, såsom Mozart, Rachmaninov, Chopin och Bach.
Tjotjieva gjorde sitt första scenframträdande vid fem års ålder och genomförde sin orkesterdebut två år senare med framförandet av Mozarts pianokonsert nr 17 i Moskvakonservatoriets stora konsertsal. Emellertid började hon studera musik redan vid fyra års ålder vid Flier musikkonservatorium, uppkallat efter den berömde konsertpianisten Jakov Flier. 
Hon har turnerat i hela världen, men företrädesvis i Europa och har gjort framträdanden på de flesta stora scener med de mest betydelsefulla orkestrarna. Hon har även gjort TV-framträdanden i flera europeiska länder, såsom Italien, Belgien, Spanien, Norge, Danmark samt även Sverige. I Sverige blev hon inbjuden att medverka i programmet Kulturfrågan Kontrapunkt, där hon i mars 2018 framförde två stycken.
Tjotjieva har vunnit betydelsefulla priser vid mer än ett dussin olika internationella musiktävlingar. Sedan 2012 har hon utgivit tre CD med klassisk pianomusik.